# Macalister River
Der Macalister River ist ein Fluss im mittleren Gippsland im australischen Bundesstaat Victoria.

## Verlauf
Er entspringt am Südhang des Mount Howitt in der Great Dividing Range und fließt durch den Alpine National Park nach Südwesten und dann an der Westgrenze des Parks nach Süden. Nördlich von Glenmaggie fließt er in den Lake Glenmaggie und dann bei Heyfield in den Thomson River.

## Name
Der Fluss wurde von seinem Entdecker Angus McMillan nach dessen damaligem Arbeitgeber benannt.